# Acronicta candelisequa
Acronicta candelisequa är en fjärilsart som beskrevs av Eugen Johann Christoph Esper 1796. Acronicta candelisequa ingår i släktet Acronicta och familjen nattflyn. Inga underarter finns listade i Catalogue of Life.